# Mexico International 2016
Die Mexico International 2016 im Badminton fanden vom 9. bis zum 11. September 2016 in Guadalajara statt.

## Sieger und Platzierte
| Disziplin    | Gold                                    | Silber                                                           | Bronze                                         |
| ------------ | --------------------------------------- | ---------------------------------------------------------------- | ---------------------------------------------- |
| Herreneinzel | Vilson Vattanirappel                    | Hock Lai Lee                                                     | Humberto Aguirre Fajardo                       |
| Herreneinzel | Vilson Vattanirappel                    | Hock Lai Lee                                                     | Arturo Hernández                               |
| Dameneinzel  | Haramara Gaitan                         | Mariana Ugalde                                                   | Disha Gupta                                    |
| Dameneinzel  | Haramara Gaitan                         | Mariana Ugalde                                                   | Nicole Marquez                                 |
| Herrendoppel | Jesus Arturo Barajas Lopez Luis Montoya | Mauricio Casillas Arturo Hernández                               | Armando Gaitan Sebastian Martinez Cardoso      |
| Herrendoppel | Jesus Arturo Barajas Lopez Luis Montoya | Mauricio Casillas Arturo Hernández                               | Humberto Aguirre Fajardo Victor Manuel Ramirez |
| Damendoppel  | Cynthia González Mariana Ugalde         | Natalia Eyennidth Serna Leyva Vanessa Karmine Villalobos Vazquez | Ayidsa Yamile Barajas Jessica Bautista         |
| Damendoppel  | Cynthia González Mariana Ugalde         | Natalia Eyennidth Serna Leyva Vanessa Karmine Villalobos Vazquez | Nicole Marquez Karen Olaguez                   |
| Mixed        | Vilson Vattanirappel Cynthia González   | Arturo Hernández Mariana Ugalde                                  | Humberto Aguirre Fajardo Yesenia Duarte        |
| Mixed        | Vilson Vattanirappel Cynthia González   | Arturo Hernández Mariana Ugalde                                  | Victor Manuel Ramirez Nicole Marquez           |